# Prepona aedon
Prepona aedon (durante o final do século XIX e século XX pertencendo ao gênero Agrias, agora em desuso) é uma espécie de inseto; uma borboleta neotropical da família Nymphalidae e subfamília Charaxinae, ocorrendo da América do Norte, no México, e América Central até Colômbia, Venezuela e Brasil amazônico, na América do Sul. Foi classificada por William Chapman Hewitson, em 1848; descrita como Agrias aedon no texto "Description of a new species of butterfly, of the genus Agrias", publicado no Proceedings of the Zoological Society of London.

## Descrição
Apresenta o padrão superior geral de coloração enegrecida, com manchas vermelho-rosadas e azuis metálicas, características, em suas asas; apresentando um padrão, em vista inferior, com sete manchas arredondadas, como ocelos de centro branco-azulado, na margem de suas asas posteriores. Tufos amarelos, nas costas das asas dos machos, liberam feromônios, através de escamas androconiais, para atrair as borboletas fêmeas.

## Hábitos
Prepona aedon é ativa apenas em dias ensolarados e quentes, por volta do meio-dia, raras de serem vistas e geralmente vistas em alturas de 5 a 20 metros ou no solo das florestas; frequentemente encontrada se alimentando de exsudações de troncos de árvores ou em de líquidos provenientes de frutos em fermentação, carniça e esterco de mamíferos.

## Subespécies
P. aedon possui três subespécies:
- Prepona aedon aedon - Descrita por Hewitson em 1848, de exemplar proveniente da Colômbia.
- Prepona aedon pepitoensis - Descrita por Michael em 1930, de exemplar proveniente da Colômbia.
- Prepona aedon rodriguezi - Descrita por Schaus em 1918, de exemplares provenientes do México (Chiapas) até Costa Rica.